# Richard le Despenser, IV barón Burghersh
Richard le Despenser, IV barón Burghersh (1396–1414) fue el hijo y heredero de Thomas le Despenser, conde de Gloucester (1373-100), y Constanza de York. Sus abuelos maternos eran Edmundo de Langley, I duque de York, y la infanta Isabel de Castilla, a través de quienes era bisnieto de Eduardo III de Inglaterra y Pedro I de Castilla.
Se casó con su prima segunda, Eleanor Neville, sobrina nieta del duque de York a través de su abuelo, Juan de Gante. No obstante, la temprana muerte de Richard implicó que no dejara descendencia, dejando por heredera a su hermana Isabel, esposa de Richard Beauchamp, conde de Worcester, y posteriormente de su primo, Richard de Beauchamp, XIII conde de Warwick.
Su viuda, Eleanor, Lady Burghersh, volvió a casarse con Henry Percy, II conde de  Northumberland.